# كاس أنفار
كاس أنفار (بالإنجليزية: Cas Anvar)‏ (و. القرن 20  م) هو ممثل أفلام كندي، ولد في ريجاينا.
.

## وصلات خارجية
- كاس أنفار على موقع IMDb (الإنجليزية)
- كاس أنفار على موقع ألو سيني (الفرنسية)
- كاس أنفار على موقع أول موفي (الإنجليزية)
- كاس أنفار على موقع قاعدة بيانات الأفلام السويدية (السويدية)
- كاس أنفار على موقع قاعدة بيانات الفيلم (الإنجليزية)
- كاس أنفار على موقع كينوبويسك (الروسية)